# 해수대
해수대(海水層, Pelagic zone)는 해수의 깊이에 따라 다섯 단계의 수평층으로 나눈 층위를 말한다.

## 특징

해수대의 층위별 수위에 대한 그림

바다의 깊이에 따라 해수대는 바다에서 5개의 수평층까지 확장할 수 있다. 위에서 아래로, 다음과 같다.

### 표해수대
표해수대(epipelagic zone, 表海水帶)는 광합성을 위한 충분한 빛이 들어오는, 해수면으로부터 수심 200m 가량의 해수 표면을 말한다. 바다에서 발생하는 거의 모든 일차생산량이 이 해수대에서 발생한다. 그 결과, 플랑크톤, 모자반, 해파리, 참치, 상어, 돌고래 등 대다수의 해양 동식물이 여기에 밀집되어 있다.